# Cinturó de Kuiper
El cinturó de Kuiper és una àrea del sistema solar que s'estén des de l'òrbita de Neptú (a 30 ua) fins a 50 ua del Sol. Aquesta àrea conté diversos cossos celestes (fins ara, se n'han descobert uns 800), inclòs el planeta nan Plutó, i alguns dels quals mesuren més de 1.000 km de diàmetre. Els objectes del cinturó de Kuiper (KBO per les sigles en anglès de Kuiper Belt Objects), juntament amb els objectes del disc dispers i els del núvol d'Oort, formen el grup dels objectes transneptunians. Al seu torn, els objectes del cinturó de Kuiper es divideixen en diversos grups, principalment en plutins, cubewanos i twotinos.

## Orígens

Visió artística del cinturó de Kuiper i del núvol d'Oort, encara més distant

Es creu que, durant els primers temps del sistema solar, la interacció de Neptú amb diversos cossos menors va modificar l'òrbita del planeta, allunyant-lo del Sol. En el procés, Neptú va escombrar, gravitacionalment, tots els cossos que es trobaven a menys de 40 ua del Sol, excepte aquells que fortuïtament es trobaven en una ressonància orbital 3:2 amb el planeta. Aquests cossos ressonants van formar els plutins i els cossos desplaçats, els cubewanos.
Els primers astrònoms que van suggerir l'existència d'aquest cinturó van ser Frederick C. Leonard el 1930 i Kenneth E. Edgeworth el 1943. El 1951, Gerard Kuiper no sols va postular l'existència del cinturó sinó que també va suggerir que era la font dels cometes de període curt (els que tenen un període orbital de menys de 200 anys). Al G. W. Cameron, el 1962, Fred L. Whipple, el 1964, i Julio Fernández, el 1980, van continuar perfilant la teoria sobre l'existència del cinturó. Finalment, l'any 1992, es va descobrir el primer objecte que formava part d'aquest cinturó, (15760) 1992 QB1. Des de llavors, el cinturó s'anomena cinturó de Kuiper o, a vegades, cinturó d'Edgeworth-Kuiper. Alguns grups de científics recomanen fer servir el nom d'objecte transneptunià per a evitar controvèrsies sobre l'atribució del descobriment, però aquest nom no és un sinònim, ja que inclou també els objectes situats més enllà del límit de 50 ua.

## Història

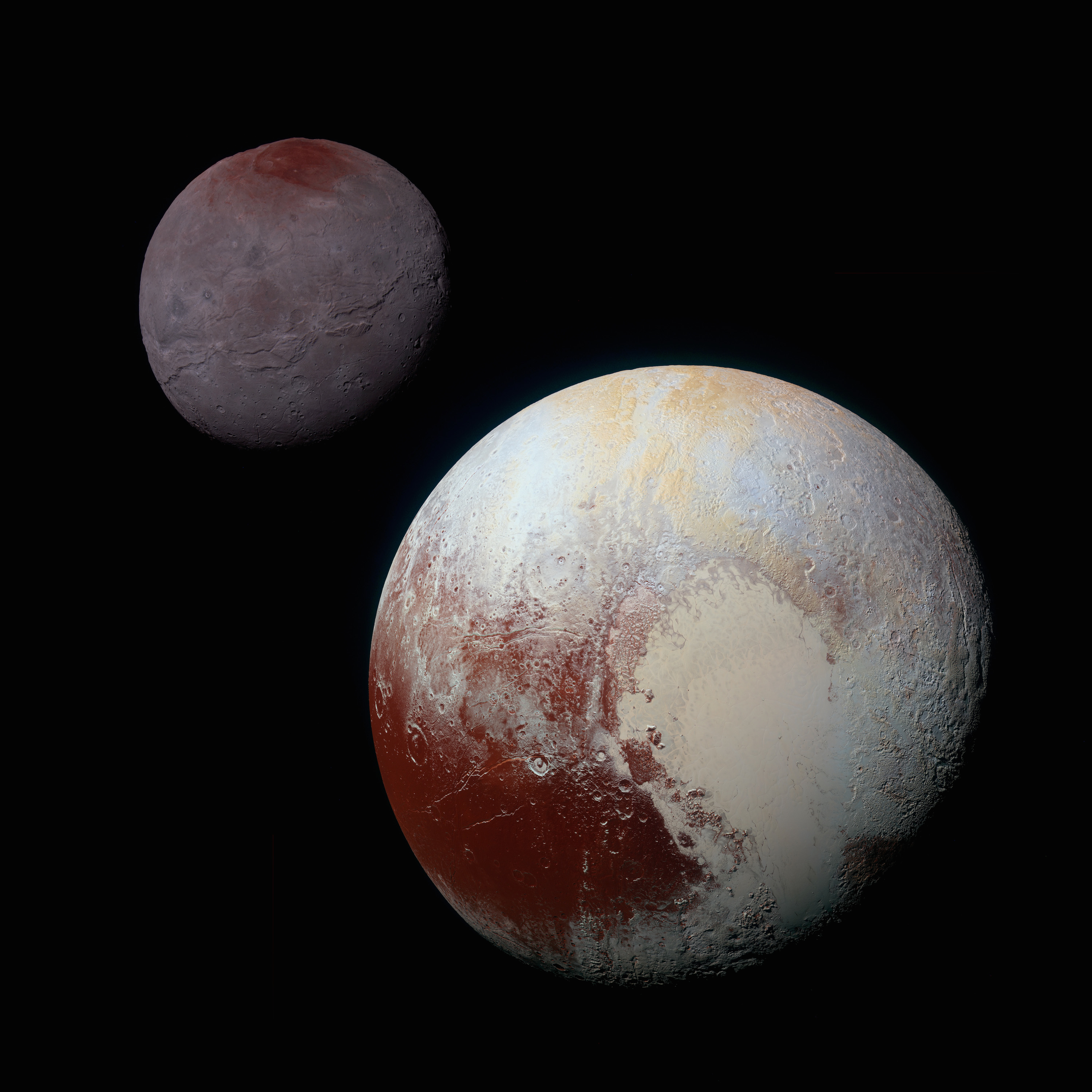
Plutó i Caront

Després del descobriment de Plutó en 1930, molts van especular que podria no estar sol. La regió que ara es diu cinturó de Kuiper es va plantejar com a hipòtesi de diverses formes durant dècades. En 1992 es va trobar la primera prova directa de la seva existència. El nom i la varietat d'especulacions anteriors sobre la naturalesa del cinturó de Kuiper han portat a una incertesa contínua sobre qui es mereix crèdit per proposar-ho primer.

### Hipòtesi
El primer astrònom que va suggerir l'existència d'una població transneptuniana va ser Frederick C. Leonard. Poc després del descobriment de Plutó per Clyde Tombaugh el 1930, Leonard va reflexionar sobre si «no era probable que a Plutó hagi sortit a la llum el primer d'una sèrie de cossos ultraneptunians, els membres restants dels quals encara esperen ser descoberts, però que finalment estan destinats a ser detectats». Aquest mateix any, l'astrònom Armin O. Leuschner va suggerir que Plutó «pot ser un dels molts objectes planetaris de llarg període encara per descobrir».

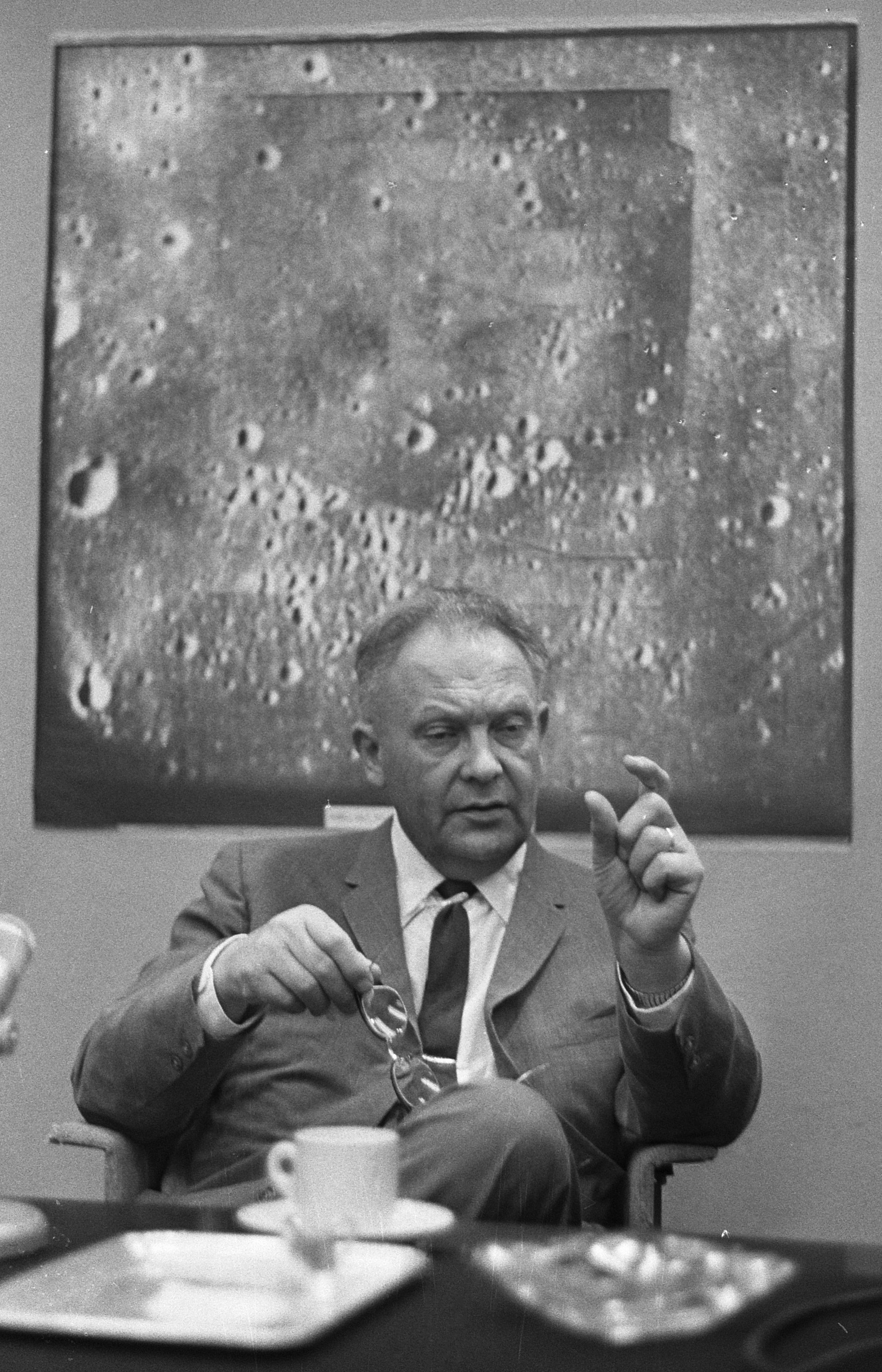
L'astrònom Gerard Kuiper, que dona nom al cinturó de Kuiper

En 1943, al Journal of the British Astronomical Association, Kenneth Edgeworth va plantejar la hipòtesi que, a la regió més enllà de Neptú, el material dins de la nebulosa solar primordial estava massa espaiat per condensar-se en planetes i, per tant, més aviat condensat en una miríada de cossos més petits. D'això va concloure que «la regió exterior del sistema solar, més enllà de les òrbites dels planetes, està ocupada per una gran quantitat de cossos comparativament petits» i que, de tant en tant, un «s'allunya de la seva pròpia esfera i apareix com un visitant ocasional del sistema solar interior», convertint-se en cometa.
El 1951, en un article publicat a Astrophysics: A Topical Symposium, Gerard Kuiper va especular que un disc similar s'havia format d'hora en l'evolució del sistema solar, però no creia que aquest cinturó encara existís avui. Kuiper operava sota la suposició, comuna en la seva època, que Plutó era de la grandària de la Terra i, per tant, havia dispersat aquests cossos cap al núvol d'Oort o fora del sistema solar. Si la hipòtesi de Kuiper fos correcta, avui no hi hauria un cinturó de Kuiper.
La hipòtesi va adoptar moltes altres formes a les dècades següents. El 1962, el físic Al G.W. Cameron va postular l'existència d'«una enorme massa de material petit als afores del sistema solar». El 1964, Fred Lawrence Whipple, qui va popularitzar la famosa hipòtesi de la «bola de neu bruta» per a l'estructura de l'estel, va pensar que un «cinturó d'estels» podria ser prou massiu per causar les suposades discrepàncies en l'òrbita d'Urà que havien provocat la recerca del Planeta X, o, almenys, prou massiu per afectar les òrbites d'estels coneguts. L'observació va descartar aquesta hipòtesi.
En 1977, Charles Kowal va descobrir 2060 Chiron, un planetoide gelat amb una òrbita entre Saturn i Urà. Va usar un microscopi de parpelleig, el mateix dispositiu que li havia permès a Clyde Tombaugh descobrir Plutó gairebé cinquanta anys abans. En 1992 un altre objecte, 5145 Pholus, va ser descobert en una òrbita similar. Avui dia, se sap que existeix una població completa de cossos semblants a estels, anomenats centaures, a la regió entre Júpiter i Neptú. Les òrbites dels centaures són inestables i tenen una vida dinàmica de pocs milions d'anys. Des del moment del descobriment de Quiró el 1977, els astrònoms han especulat que, per tant, els centaures s'han de reposar amb freqüència mitjançant algun dipòsit extern.
Més tard, de l'estudi dels estels van sorgir més proves de l'existència del cinturó de Kuiper. Se sap des de fa algun temps que els cometes tenen una vida útil finita. A mesura que s'acosten al Sol, la seva calor fa que les seves superfícies volàtils se sublimin a l'espai, dispersant-les gradualment. Perquè els cometes continuïn sent visibles durant l'era del sistema solar, s'han de reposar amb freqüència. Una d'aquestes àrees de reabastament és el núvol d'Oort, un eixam esfèric de cometes que s'estén més enllà de les 50.000 unitats astronòmiques des del Sol, la primera hipòtesi del qual va ser l'astrònom neerlandès Jan Oort el 1950. Es creu que el núvol d'Oort és el punt d'origen de cometes de període llarg, que són aquells, com Hale-Bopp, amb òrbites que duren milers d'anys.
Hi ha una altra població de cometes, coneguda com a cometes de període curt o periòdics, que consisteix en aquells cometes que, com el cometa Halley, tenen períodes orbitals de menys de 200 anys. A la dècada de 1970, la velocitat a la qual s'estaven descobrint cometes de període curt s'estava tornant cada cop més inconsistent amb el seu sorgiment únicament del núvol d'Oort. Perquè un objecte del núvol d'Oort es converteixi en un cometa de període curt, primer hauria de ser capturat pels planetes gegants. En un article publicat a Monthly Notices of the Royal Astronomical Society en 1980, l'astrònom uruguaià Julio Fernández va afirmar que per cada cometa de període curt que fos enviat a l'interior del sistema solar des del núvol d'Oort, 600 haurien de ser projectats a l'espai interestel·lar. Va especular que es requeriria un cinturó d'estels d'entre 35 i 50 ua per donar compte del nombre observat de cometes. Seguint el treball de Fernández, el 1988 l'equip canadenc de Martin Duncan, Tom Quinn i Scott Tremaine va realitzar una sèrie de simulacions per ordinador per determinar si tots els cometes observats podrien haver arribat des del núvol d'Oort. Van descobrir que el núvol d'Oort no es podia adonar de tots els cometes de període curt, especialment perquè els cometes de període curt s'agrupen prop del pla del sistema solar, mentre que els cometes del núvol d'Oort tendeixen a arribar des de qualsevol punt del cel. Amb un «cinturó», com ho va descriure Fernández, agregat a les formulacions, les simulacions van coincidir amb les observacions. Segons s'informa, pel fet que les paraules «Kuiper» i «cinturó de cometes» van aparèixer a la frase inicial de l'article de Fernández, Tremaine va anomenar a aquesta hipotètica regió «cinturó de Kuiper».

### Descobriment

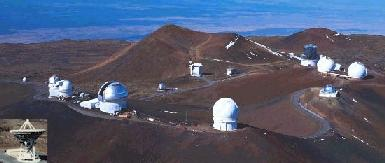
El conjunt de telescopis al cim de Mauna Kea, amb el qual es va descobrir el cinturó de Kuiper.

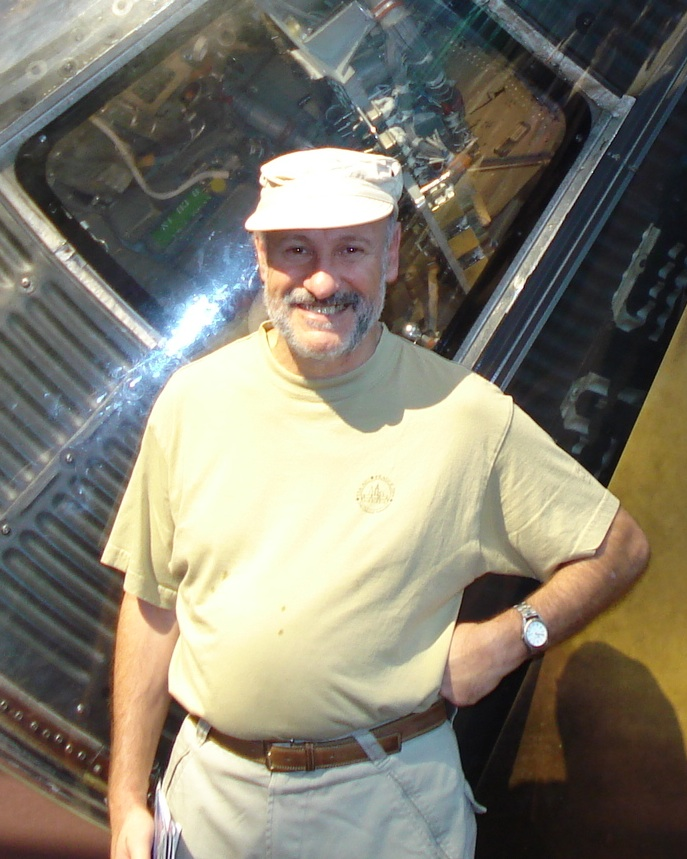
En 1980, l'astrònom Julio Fernández va descartar el Núvol d'Oort com un reservori de cometes de període curt. Com que les paraules «Kuiper» i «cinturó de cometes» van aparèixer a la frase inicial de l'article de Fernández, es va denominar aquesta hipotètica regió com a «cinturó de Kuiper».

El 1987, l'astrònom David Jewitt, llavors del MIT, es va sentir cada vegada més desconcertat per l'aparent buit del sistema solar exterior». Va encoratjar a la llavors estudiant de postgrau Jane Luu que l'ajudés en el seu esforç per localitzar un altre objecte més enllà de l'òrbita de Plutó, perquè, com ell li va dir, «Si no ho fem, ningú ho farà». Utilitzant telescopis a l'Observatori Nacional Kitt Peak a Arizona i l'Observatori Interamericà Cerro Tololo a Xile, Jewitt i Luu van dur a terme la seva recerca de la mateixa manera que ho van fer Clyde Tombaugh i Charles Thomas Kowal, Charles Kowal, amb un microscopi de parpelleig. Inicialment, l'examen de cada parell de plaques va prendre aproximadament vuit hores, però el procés es va accelerar amb l'arribada de dispositius electrònics de càrrega acoblada o CCD, que, encara que el seu camp de visió era més estret, no només eren més eficients en la recol·lecció de llum (van retenir el 90% de la llum que els va colpejar, en lloc del 10% aconseguit per fotografies) però va permetre que el procés de parpelleig es fes virtualment, en una pantalla d'ordinador. Avui dia, els CCD formen la base de la majoria dels detectors astronòmics. El 1988, Jewitt es va traslladar a l'Institut d'Astronomia de la Universitat de Hawaii. Més tard, Luu es va unir amb ell per treballar en el telescopi de 2,24 m de la Universitat de Hawaii a Mauna Kea. Finalment, el camp de visió dels CCD va augmentar a 1024 per 1024 píxels, la qual cosa va permetre que les cerques es fessin molt més ràpidament. Finalment, després de cinc anys de recerca, Jewitt i Luu van anunciar el 30 d'agost de 1992 el «Descobriment del candidat cinturó de Kuiper de l'objecte 1992 QB1». Sis mesos després, van descobrir un segon objecte a la regió, (181708) 1993 FW. Per al 2018, s'havien descobert més de 2000 objectes de cinturons de Kuiper.
Més de mil cossos es van trobar en un cinturó en els vint anys (1992-2012), després de trobar 1992 QB1 (nomenat el 2018, 15760 Albion), mostrant un vast cinturó de cossos a part de Plutó i Albion. Per a la dècada del 2010, es desconeix en gran manera l'abast i la naturalesa complets dels cossos del cinturó de Kuiper. Finalment, a finals de la dècada de 2010, dos objectes del cinturó de Kuiper van passar de prop per una nau espacial no tripulada, la qual cosa va proporcionar observacions molt més properes del sistema plutonià.
Els estudis realitzats des que es va traçar per primera vegada la regió transneptuniana han demostrat que la regió ara anomenada cinturó de Kuiper no és el punt d'origen dels cometes de període curt, sinó que deriven d'una població vinculada anomenada disc dispers. El disc dispers es va crear quan Neptú va migrar cap a l'exterior al cinturó de proto-Kuiper, que en aquell moment estava molt més a prop del Sol, i va deixar al seu pas una població d'objectes dinàmicament estables que mai no es podrien veure afectats per la seva òrbita (el cinturó de Kuiper pròpiament dit), i una població els perihelis de la qual estan prou a prop perquè Neptú encara pugui pertorbar-los mentre viatja al voltant del Sol (el disc dispers). Com que el disc dispers és dinàmicament actiu i el cinturó de Kuiper relativament estable dinàmicament, el disc dispers ara es considera el punt d'origen més probable per als cometes periòdics.

### Nom
Els astrònoms de vegades usen el nom alternatiu de cinturó d'Edgeworth-Kuiper per acreditar a Edgeworth, i els objectes del cinturó de Kuiper es coneixen ocasionalment com a «objectes Edgeworth-Kuiper». Brian G. Marsden afirma que cap dels dos mereix un crèdit veritable: «Ni Edgeworth ni Kuiper van escriure sobre res remotament semblant al que estem veient ara, però Fred Whipple sí». David Jewitt comenta: «En tot cas, diria que J. Fernández gairebé mereix el crèdit per predir el Cinturó de Kuiper basat en declaracions clares i raonament físic. El seu article de 1980 (Monthly Notices of the Royal Astronomical Society, 192, 481-491) mereix una lectura atenta».
Els objectes del cinturó de Kuiper de vegades es denominen «kuiperoides», un nom suggerit per Clyde Tombaugh. Diversos grups científics recomanen el terme «objecte transneptunià» (TNO) per als objectes al cinturó perquè el terme és menys controvertit que tots els altres; això no obstant, no és un sinònim exacte, ja que els TNO inclouen tots els objectes que orbiten al voltant del Sol més enllà de l'òrbita de Neptú, no només els del cinturó de Kuiper.

## Classificació i trajectòries orbitals

Projeccions de les òrbites dels plutins (vermell) i dels objectes clàssics o cubewanos (blau). La línia groga és l'òrbita de Neptú

Segons la definició actual, els KBO són els objectes amb semieixos majors entre les 30 i 50 ua del Sol. Inicialment, es pensava que el cinturó de Kuiper era «pla» (format per objectes amb òrbites amb baixa inclinació), en oposició a les altes inclinacions dels objectes del disc dispers. Actualment, la distribució de les inclinacions orbitals forma dos pics al voltant dels 4° i els 30°-40°, donant origen a una divisió en dos grups: els objectes «freds» (baixa inclinació) i els «calents» (alta inclinació). El grup «fred» s'hauria originat a l'exterior de l'òrbita de Neptú mentre que els cossos «calents» haurien migrat cap a l'exterior a causa de la interacció gravitacional amb el planeta. La terminologia fred/calent prové de l'analogia amb les partícules en un gas, en què quan la temperatura augmenta també ho fa la velocitat relativa entre les partícules.
La forma més habitual de classificar els objectes del cinturó de Kuiper és segons la seva ressonància orbital amb Neptú, encara que la majoria d'aquests objectes no tenen ressonància. Segons aquest sistema, podem distingir els grups següents:
- Plutins (~ 180 membres): el seu nom significa 'plutons petits'. Tenen semieixos majors al voltant de les 39,4 ua i ressonància orbital 2:3. L'òrbita de Plutó compleix aquests requisits i d'aquí prové el nom del grup.
- Cubewanos (~ 625 membres): també anomenats «objectes del cinturó de Kuiper clàssics». És el grup més nombrós. Tenen semieixos majors entre les 42 i les 48 ua i no tenen ressonància orbital. El primer membre del grup que es va descobrir va ser (15760) 1992 QB1. QB1 en anglès es pronuncia kiubeuan i d'aquí prové el nom del grup. L'apel·latiu «clàssics» prové del fet que la majoria tenen excentricitats baixes, tal com s'esperaria segons la teoria actual que explica la seva formació a partir de l'aglomeració d'objectes en un disc dinàmicament fred.
- Twotinos (14 membres): nom no oficial per a descriure els objectes amb ressonància 1:2 (47,7 ua).
- Altres ressonàncies en què s'han descobert objectes són:

1. 1:1 (30,07 ua): troians de Neptú (4 membres).
2. 4:5 (34,89 ua) (4 membres).
3. 3:4 (36,42 ua) (4 membres).
4. 3:5 (42,27 ua) (4 membres).
5. 4:7 (43,66 ua) (8 membres).
6. 5:9 (44,50 ua) (2 membres).
7. 3:7 (52,90 ua) (1 membre).
8. 2:5 (55,39 ua) (14 membres).
9. 1:3 (62,55 ua) (1 membre).

- Altres TNO (~ 115 membres): objectes del cinturó de Kuiper que no compleixen cap de les anteriors característiques.

### Límit exterior
La frontera exterior del cinturó de Kuiper no està definida de manera arbitrària, tot el contrari, a partir d'una certa distància (50 ua) s'observa una desaparició real i sobtada d'objectes. Aquesta zona de vegades s'anomena forat de Kuiper o cinglera de Kuiper. La causa de l'existència d'aquest límit es desconeix, però hi ha diverses explicacions possibles:
- La pertorbació gravitacional causada pel pas d'una estrella a 150 ua del Sol fa milers de milions d'anys.
- La presència d'un objecte de la mida de la Terra o Mart que n'escombraria les restes.
- La màxima distància a què els objectes van ser desplaçats després de la migració de Neptú.
- El límit reflecteix una deficiència en el nombre d'objectes de gran mida i, per tant, més fàcilment observables, a partir de certa distància. És a dir, que existeixen altres objectes més enllà del límit, però són massa petits per a ser observats amb els mètodes actuals. En els últims anys, aquesta explicació ha perdut força, ja que tots els intents de trobar objectes més distants han fallat.

### Objectes dispersos del cinturó de Kuiper
Superposant-se amb el límit exterior del cinturó de Kuiper i estenent-se fins a una gran distància cap a l'exterior del sistema solar, hi ha objectes amb òrbites molt excèntriques i inclinades, anomenats objectes del disc dispers o SDO (scattered disk objects). Per contra, a l'interior del cinturó de Kuiper, trobem el grup dels centaures. Alguns astrònoms creuen que els centaures i els SDO tenen un origen comú en el cinturó de Kuiper: mentre que els primers són objectes que van ser expulsats cap a l'interior del sistema solar, els segons ho van ser cap a l'exterior. A més, objectes en òrbites intermèdies com (29981) 1999 TD10 fan la classificació encara més borrosa i, de fet, el Minor Planet Center llista els centaures i els SDO junts. En reconeixement d'aquesta classificació borrosa, alguns científics utilitzen el terme objecte dispers del cinturó de Kuiper o SKBO (scattered Kuiper belt object) per a classificar tant els centaures com els objectes del disc dispers.

## Mida i composició
La majoria de KBO estan formats per gel amb matèria orgànica (detectada amb espectroscòpia). Tenen, per tant, la mateixa composició que els cometes.
No és fàcil estimar el diàmetre dels KBO. Per als objectes amb òrbita molt ben coneguda (com Plutó o Caront), els diàmetres es poden mesurar per ocultació. Per als KBO grossos, els diàmetres es poden estimar amb mesures tèrmiques (d'infraroigs).

## Objectes descoberts fins ara

Els objectes més grossos del cinturó de Kuiper (els plutins (vermell) i els cubewanos (blau)). Els diàmetres són a escala. A l'eix horitzontal, el semieix major i l'excentricitat i al vertical la inclinació. En gris es mostren 2004 XR_{190} i 2003 UB_{313} per comparació

S'han descobert més de 800 objectes del cinturó de Kuiper, gairebé tots a partir del 1992. Les dues úniques excepcions en són el planeta Plutó (el 1930) i Caront, el més gros dels seus satèl·lits (el 1978). Durant molts anys, no es van considerar aquests dos cossos com a membres del cinturó de Kuiper. L'any 1992, el descobriment de (15760) 1992 QB1 va desencadenar el descobriment de molts altres objectes en òrbites semblants a la de Plutó o més llunyanes, fet que va portar alguns astrònoms a considerar Plutó com a part del cinturó de Kuiper, convertint-lo, simplement, en el seu membre més gran. El 2006, la Unió Astronòmica Internacional va revisar la contínua definició de planeta i Plutó va passar a ser classificat com a planeta nan.
Els primers objectes descoberts tenien només un pocs centenars de quilòmetres. Però, a partir de l'any 2000, s'han identificat alguns objectes amb diàmetres propers o fins i tot superiors als 1.000 km, més grans que (1) Ceres, el més gros dels asteroides. Actualment, l'objecte del cinturó de Kuiper més gran continua sent Plutó, amb 2.377 km de diàmetre. A continuació, trobem Haumea i Makemake, el descobriment dels quals es va anunciar el 29 de juliol del 2005. Altres objectes de gran mida són: (90482) Orc, descobert el 2004; (50000) Quaoar, descobert el 2002; (28978) Ixion, descobert el 2001; i (20000) Varuna, descobert l'any 2000.
L'objecte transneptunià més gros descobert fins ara, a part de Plutó, és Eris, un objecte del disc dispers. Amb 2.326 km de diàmetre, la seva grandària és molt similar a la de Plutó, tot i que les primeres estimacions van fer pensar que podria ser fins i tot més gros. Un altre objecte de mida gran és Sedna, descobert el 15 de març del 2004 i que té un diàmetre d'entre 890 i 1.160 km, segons diversos sistemes d'estimació emprats. Es troba al núvol d'Oort.

## Descobertes més importants
Alguns dels KBO coneguts més grossos són, en funció del diàmetre mesurat:
| Número | Nom        | Diàmetre equatorial (km) | Distància mitjana al Sol (en UA) | Data descobriment | Descobridor(s) | Mètode mesura diàmetre        |
| ------ | ---------- | ------------------------ | -------------------------------- | ----------------- | --- | ----------------------------- |
| 134340 | Plutó      | 2377                     | 39,48                            | 1930              | Clyde W. Tombaugh | ocultació                     |
| 136108 | Haumea     | 1595                     | 43,34                            | 2005              | José Luis Ortiz Moreno, F. J. Olivera i P. Santos-Sanz | corba de llum/ mètode dinàmic |
| 136472 | Makemake   | 1430                     | 45,71                            | 2005              | Michael E. Brown, Chadwick A. Trujillo i David L. Rabinowitz                                                                                                   | assumpció d'albedo            |
| 134340 | Caront     | 1212                     | 39,48                            | 1978              | James W. Christy | ocultació                     |
| 50000  | Quaoar     | 1070                     | 43,55                            | 2002              | Chadwick A. Trujillo & Michael E. Brown | tèrmic                        |
| 307261 | Máni       | 934                      | 46,4                             | 2002              | Chadwick A. Trujillo & Michael E. Brown | tèrmic                        |
| 90482  | Orc        | 910                      | 39,39                            | 2004              | Michael E. Brown, Chadwick A. Trujillo i David L. Rabinowitz                                                                                                   | assumpció d'albedo            |
| 208996 | Achlys     | 772                      | 34,45                            | 2003              | Chadwick A. Trujillo & Michael E. Brown | tèrmic                        |
| 55565  | Aya        | 768                      | 47,37                            | 2002              | Chadwick A. Trujillo, Michael E. Brown, Eleanor F. Helin, Steven H. Pravdo, Kenneth J. Lawrence, Michael D. Hicks / Palomar Observatory                        | tèrmic                        |
| 174567 | Varda      | 705                      | 46                               | 2003              | J. A. Larsen | estimació                     |
| 145452 | Ritona     | 679                      | 41                               | 2005              | A. C. Becker, a. W. Puckett, J. Kubica | tèrmic                        |
| 20000  | Varuna     | 678                      | 42,95                            | 2000              | Robert S. McMillan | tèrmic                        |
| 55637  | 2002 UX25  | 665                      | 42,53                            | 2002              | Anne S. Descour / Spacewatch | assumpció d'albedo            |
| 28978  | Ixion      | 617                      | 39,62                            | 2001              | Robert L. Millis, Marc W. Buie, Eugene Chiang, James L. Elliot, Susan D. Kern, David E. Trilling, R. Mark Wagner, Lawrence H. Wasserman / Deep Ecliptic Survey | tèrmic                        |
| 202421 | 2005 UQ513 | 498                      |                                  | 2005              | Palomar Observatory | estimació                     |
| 55636  | 2002 TX300 | 286                      | 43,09                            | 2002              | Eleanor F. Helin, Steven H. Pravdo, Kenneth J. Lawrence, Michael D. Hicks, Robert Thicksten / NEAT                                                             | tèrmic                        |